# 자야 바찬
자야 바찬(힌디어: जया बच्चन, 영어: Jaya Bachchan, 1948년 4월 9일 ~ )은 인도의 배우, 정치인이다. 파드마 쉬리 서훈자이며, 필름페어상 여우주연상 3회(1973년, 74년, 79년), 2007년 필름페어상 공로상 수상자이다.

## 참여 작품
- 대도시 (1963년 영화)
- 화염 (영화)
- 까삐꾸씨 까삐깜
- 내일은 오지 않을지도 몰라